# Chris Isaak (album)
Chris Isaak – drugi album tytułowego Chrisa Isaaka, wydany w grudniu 1986 nakładem Warner Bros. Records.

## Lista utworów
Wszystkie utwory zostały skomponowane przez Chrisa Isaaka; wyjątki zaznaczone.
1. "You Owe Me Some Kind of Love" – 3:51
2. "Heart Full of Soul" (Graham Gouldman) – 3:20
3. "Blue Hotel" – 3:10
4. "Lie to Me" – 4:12
5. "Fade Away" – 4:15
6. "Wild Love" – 2:57
7. "This Love Will Last" – 2:45
8. "You Took My Heart" – 2:31
9. "Cryin'" – 2:30
10. "Lovers Game" – 2:55
11. "Waiting for the Rain to Fall" – 3:39

## Twórcy
- Chris Isaak - śpiew, gitara
- James Wilsey - gitara
- Rowland Salley - gitara basowa
- Kenney Dale Johnson - bębny, śpiew
- Dave Carlson - inżynier
- Kim Champagne - opracowanie graficzne
- Pat Craig - muzyk
- Pamela Gentile - fotografie
- Aaron Gregory - ekipa
- Jeri Heiden - opracowanie graficzne
- Lee Herschberg - miskowanie
- Erik Jacobsen - produkcja, kierownictwo
- Tom Mallon - inżynier
- Prairie Prince - bębny
- John "J.R." Robinson
- Tim Ryan - ekipa
- Chris Solberg
- Bruce Weber - fotografie, okładka
- Mike Zagaris - fotografie